# フランス元帥

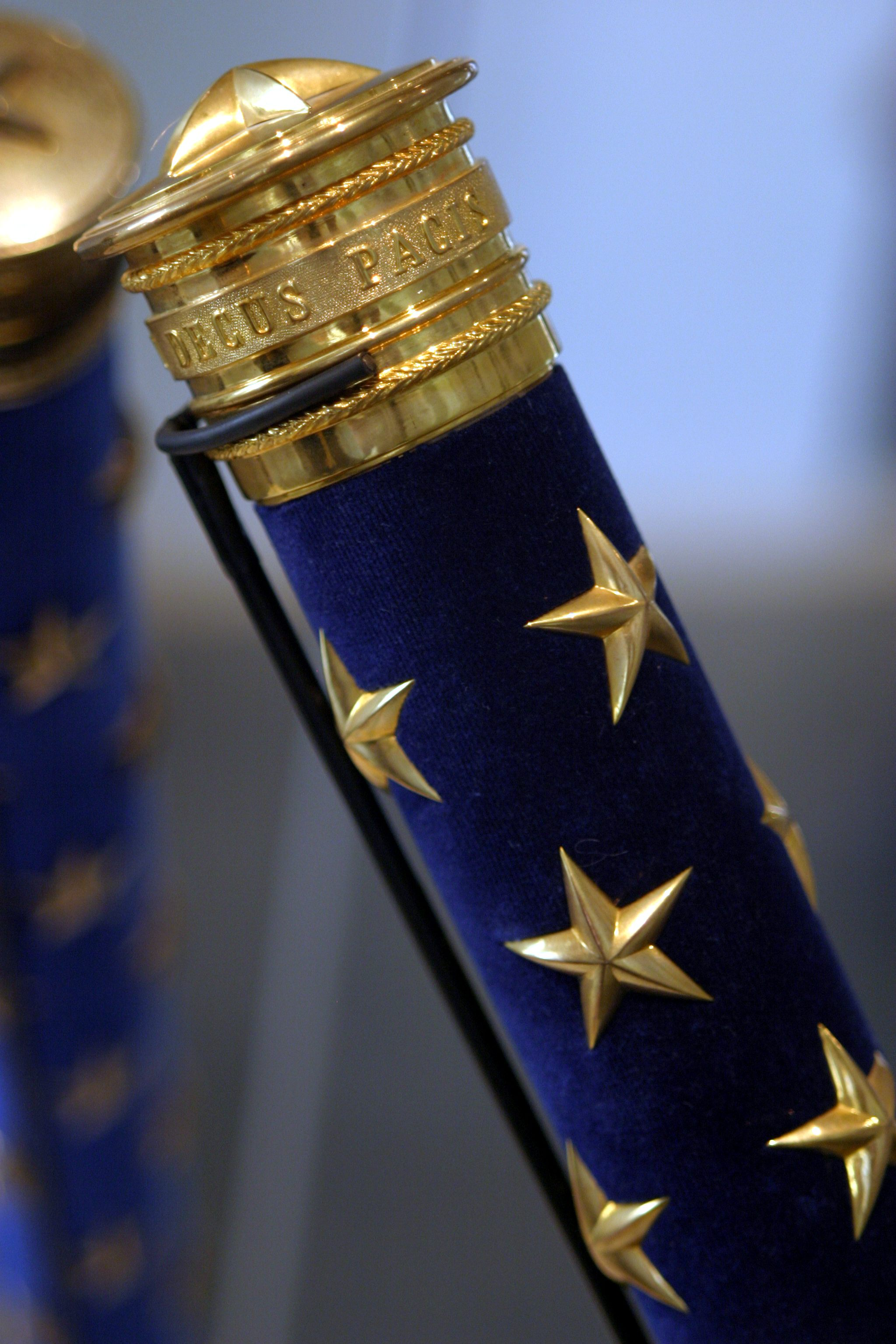
現在の元帥杖

フランス元帥の臂章

フランス元帥（フランスげんすい、フランス語: Maréchal de France, 複数形: Maréchaux de France）は、フランス軍の軍人に与えられる称号。
現在、1972年7月13日の法律第4条には「フランス陸軍元帥及びフランス海軍元帥の称号は、国家より与えられる栄誉である」と定められており、個別の階級でなく名誉称号や栄典にあたる。そのため、最終階級として元帥に任じられることはない。ただし、個別の階級章は存在する。
また、他国の元帥位が原則として大将からの昇格であるのに対し、特別な武功を立てた将校に授与されると規定されているため、例として第一次世界大戦時の総司令官であったフェルディナン・フォッシュは戦功を称えられフランス元帥に叙されたが、最終階級は中将であった。
1185年に栄典が創設されて以来、342人の将校がフランス元帥に叙された。また、そのうち6人は、フランス大元帥というさらに高位の栄典を授与された。
陸軍大将が五つ星の臂章をつけるのに対して、フランス元帥は七つ星の臂章（高官の階級章）を身につけ、さらに、元帥位のもう一つの象徴である星をちりばめた青いビロード張りの元帥杖を授与される。そこにはこう銘記されている「Terror belli, decus pacis」（戦時には恐るべく、平時には輝かしく）と。

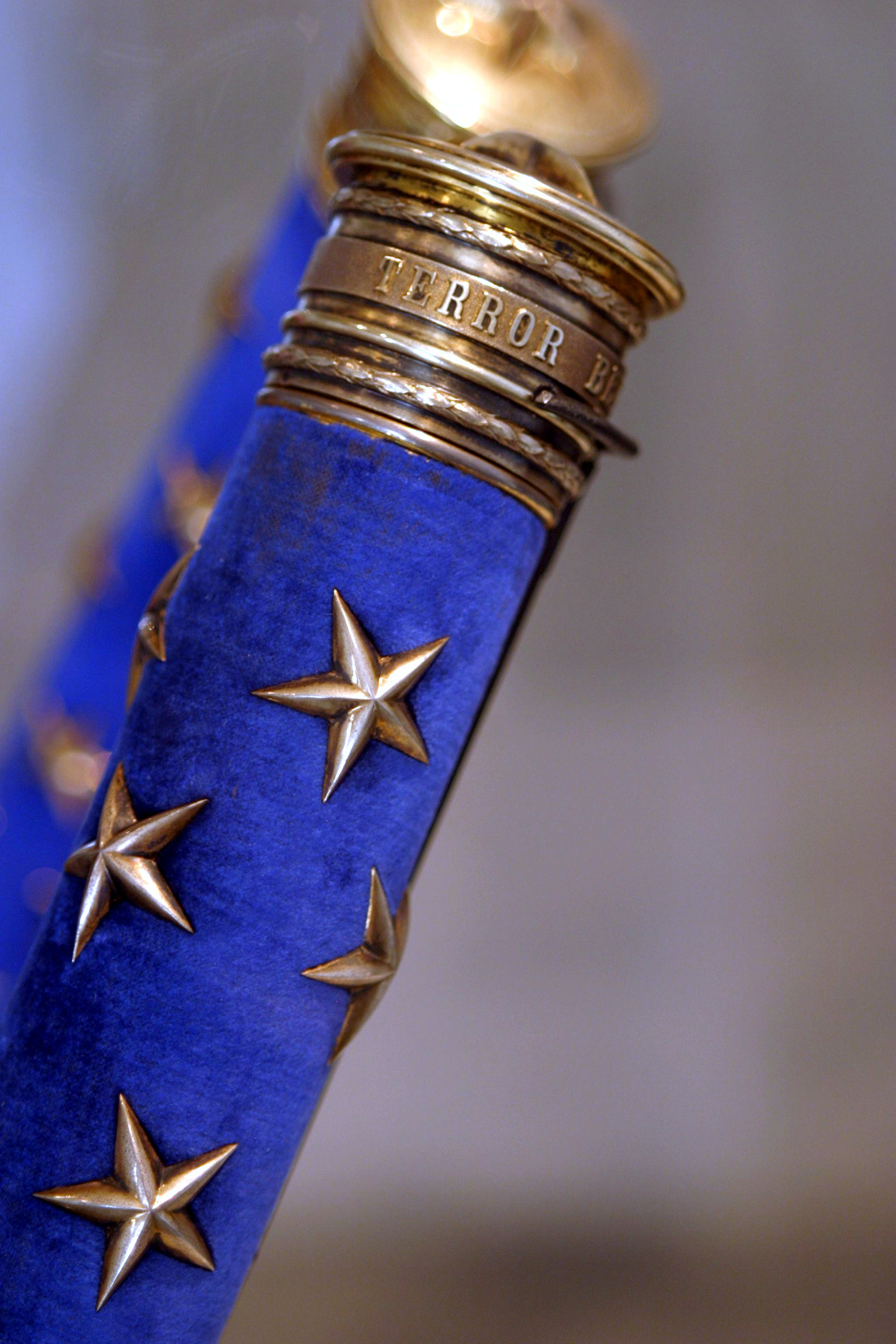
Terror belli...
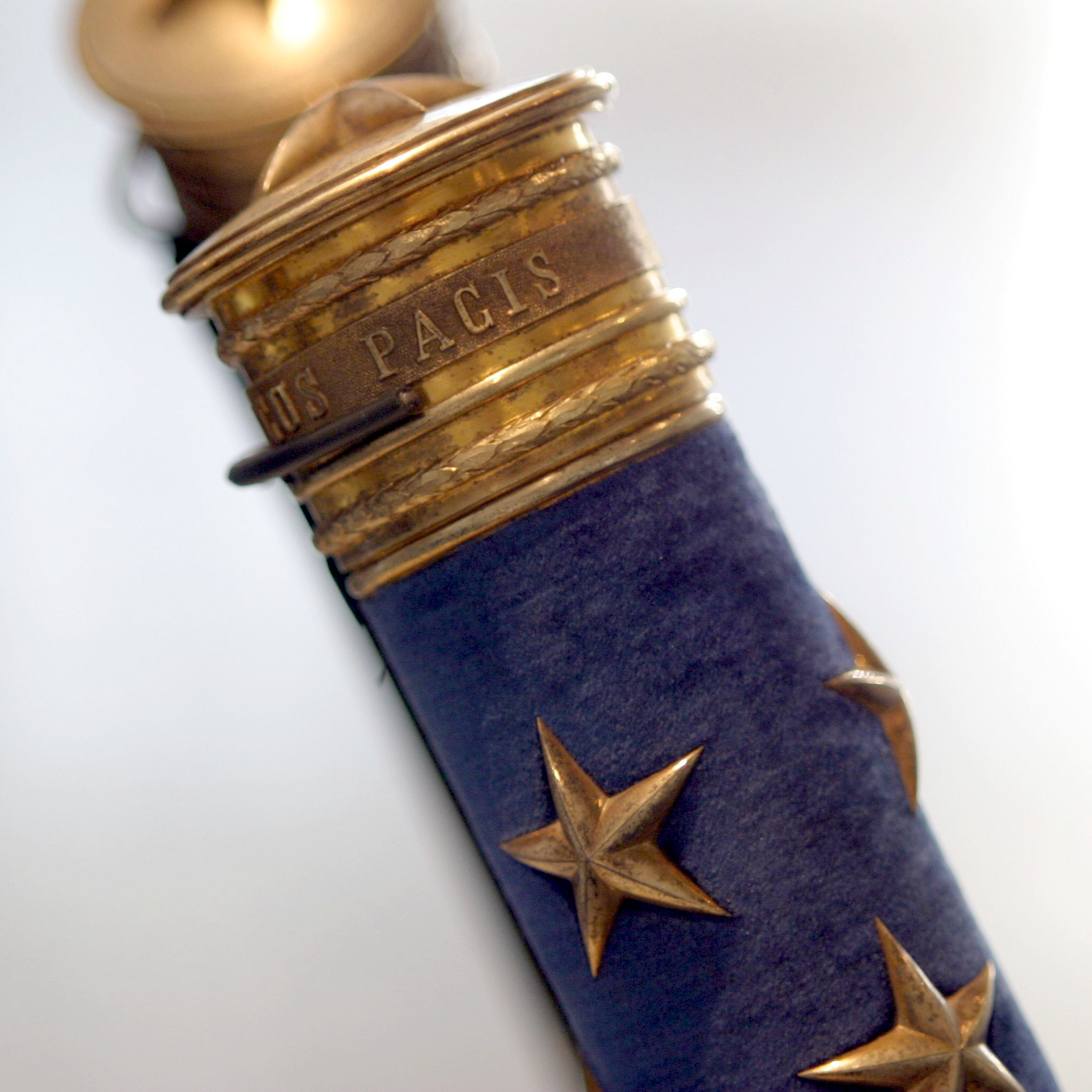
... decus pacis

## 歴史

### 君主制の時代
初めの頃、フランス元帥の役割は王の馬を管理するだけだった。13世紀初頭、フランス元帥はコンスタブル（またはコネターブル、騎兵隊）隷下として軍に組織された。軍の栄典として初めて王からフランス元帥を授与された人物は、フィリップ2世によりMezの領主に任命されたアルベリク・クレマン（Gauthier III de Nemours）で、1185年のことだった。
1624年にリシュリューがコンスタブル職を廃止した後は、フランス元帥が軍の最高司令官となった。元帥の中でもさらに王の信任を受けた人物は、「国王の陣営と軍隊の大元帥」（フランス大元帥）を授与されることもあった。
それらの任務に加えて、国家憲兵隊の前身である「maréchaussee」（近衛騎兵隊）への国の命令を管理する任務も遂行した（この国の命令は、元帥の長官の仲介者を通して通達された）。
この栄典がいったん廃止される1793年までにフランス元帥になった人物は263人いた。

### フランス革命、帝政から19世紀にかけて
元帥号は、1793年2月21日に国民公会により廃止された。
1804年5月18日のfr:sénatus-consulte （上院、元老院の法令）は「帝国元帥」を規定した。フランス第一帝政下で「フランス帝国の元帥」について全ての面で明確にされた。
フランス復古王政では、帝国元帥はフランス元帥になる。
1839年8月4日の法律では、フランス元帥の定員は平時の6人以上であり、戦時で12人に増員できることを規定している。平時の定員を超えている場合は、さらに3人の欠員を昇進させることができる。
フランス第二帝政下では、ナポレオン3世は称号を変えなかった。フランス元帥は元老院の正規のメンバーとなった。
フランス第三共和政下では、元帥の職権が帝政を強くイメージさせるため、第一次世界大戦以前にフランス元帥が授与されることはなかった。最後の元帥フランシス・セルタン・ドゥ・カンロベール（Francois Certain de Canrobert）は1895年に死去した。
フランス元帥よりさらに権威のあるフランス大元帥は19世紀まで存在した。

### 20世紀
第一次世界大戦中に元帥の権威が復元された。最後のフランス元帥2人は、1967年に亡くなったアルフォンス・ジュアン（Alphonse Juin）、および1970年に死亡したマリー＝ピエール・ケーニグである。
フランス元帥位に昇格する特別な要件はないが軍隊を指揮して勝利する事が慣例となっている。
フランス元帥位は、20世紀まで法律ではなく命令を通して授与された。ただし、法律は事前認可の命令だった。こうして、ジャン・ド・ラトル・ド・タシニーは元帥位に昇格した。同日の法令の第2条では、陸軍大将のジャン・ド・ラトル・ド・タシニーに死後追号（titre posthume）としてフランス元帥位の授与を政府は許可したとある。同様に、フィリップ・ルクレールもフランス元帥の位階に昇格した。
フランスの公式文書は大文字で統一されている。（「Maréchal de France」や「maréchal de France」）

#### 元帥の特権
元帥は勤務費として9000フランを個人で受け取る。この金額は1960年8月2日の法令第1条で定められており、現在も有効である。
第二次世界大戦中に叙任された元帥および将軍は、オテル・デ・ザンヴァリッドに埋葬される権利があると、1929年3月27日の法律で定められている。
年金の補助に関する規定（1929年4月14日の法律）があり、特別な元帥だったフォッシュの未亡人（1929年3月29日の法律）とラトル・ド・タシニーの未亡人（1952年7月11日の法律）に与えられた。もう一つの法令（1967年12月28日）では、アルフォンス・ジュアン元帥の未亡人本人から相続税（フランス語版）が免除された。

## カペー朝

### フィリップ2世（1180年 - 1223年）
- アルベリク・クレマン（Alberic Clement）（? - 1191年）、最初の授与。授与年：1190年
- マチュー2世・ド・モンモランシー（? - 1230年）、モンモランシー領主およびマルリー領主。授与年：1191年
- ギヨーム・ド・ブルネル（Guillaume de Bournel）（? - 1195年）、授与年：1192年
- ニヴロン・ダラス（Nivelon d'Arras）（? - 1204年）、授与年：1202年
- アンリ1世・クレマン（Henri Ier Clement）（1170年 - 1214年）、通称「Petit marechal」。ル・メ（Le Mez）およびアルジャンタン領主。授与年：1204年[3]
- ジャン3世・クレマン（Jean III Clement）（? - 1262年）、ル・メおよびアルジャンタン領主。授与年：1214年
- ギヨーム・ド・ラ・トゥールネル（Guillaume de La Tournelle） 、生没年不詳。授与年：1220年

### ルイ9世（1226年 - 1270年）
- フェリー・パステ（Ferry Pasté）（? - 1247年）、シャルランジュ（Challeranges）領主。授与年：1240年
- ジャン・ギヨーム・ド・ボーモン（Jean Guillaume de Beaumont）（? - 1257年）、授与年：1250年
- ゴーティエ3世・ド・ヌムール（Gauthier III de Nemours）（? - 1270年）、ヌムール領主。授与年：1257年
- アンリ2世・クレマン（Henri II Clement）（? - 1265年）、ル・メおよびアルジャンタン領主。授与年：1262年
- エリック・ド・ボージュー（Heric de Beaujeu）（? - 1270年）、授与年：1265年
- ルノー・ド・プレシニー（Renaud de Precigny）（? - 1270年）、授与年：1265年
- Raoul II Sores（? - 1282年）、通称「Estrée」。授与年：1270年
- ランスロ・ド・サン＝マール（Lancelot de Saint-Maard）（? - 1278年）、授与年：1270年

### フィリップ3世（1270年 - 1285年）
- フェリー・ド・ヴェルヌイユ（Ferry de Verneuil）（? - 1283年）、授与年：1272年
- ギヨーム5世・デュ・ベック・クレスパン（Guillaume V du Bec Crespin）（? - 1283年）、授与年：1283年
- ジャン2世・ダルクール（Jean II d'Harcourt）（? - 1302年）騎士、シャテルロー子爵、アルクール領主。授与年：1283年
- ラウール5世・ル・フラマン（Raoul V Le Flamenc）（? - 1287年）、授与年：1285年

### フィリップ4世（1285年 - 1314年）
- ジャン・ド・ヴァレンヌ（Jean de Varennes）（? - 1292年）、授与年：1288年
- シモン・ド・ムラン（Simon de Melun）（? - 1302年）、ラ・ループ卿およびマルシュヴィル卿。授与年：1290年
- ギー1世・ド・クレルモン・ド・ネール（Guy Ier de Clermont de Nesle）（? - 1302年）、授与年：1292年
- フルク・デュ・メール（Foulques du Merle）（? - 1314年）、通称「Foucaud」。授与年：1302年
- ミユ10世・ド・ノワイエ（Miles X de Noyers）（? - 1350年）、授与年：1302年
- ジャン・ド・コルベイユ（Jean de Corbeil）（? - 1318年）、グレ（Grez）領主。授与年：1308年

### ルイ10世（1314年 - 1316年）
- ジャン4世・ド・ボーモン（Jean IV de Beaumont）（? - 1318年）、通称「le Derame」。授与年：1315年

### フィリップ5世（1316年 - 1322年）
- マチュー・ド・トリ（Mathieu III of Trie）（? - 1344年）、授与年：1318年
- ジャン2世・デ・バレス（Jean II des Barres）生没年不詳、授与年：1318年
- ベルナール6世・ド・モレイユ（Bernard VI de Moreuil）（? - 1350年）、モレイユ領主。授与年：1322年

### シャルル4世（1322年 - 1328年）
- ロベール8世ベルトラン・ド・ブリックベック（Robert VIII Bertrand de Bricquebec）（1285年 - 1348年）、ブリックベック男爵、ロシュヴィル子爵。授与年：1325年

## ヴァロワ朝

### フィリップ6世（1328年 - 1350年）
- アンソー・ド・ジョアンヴィル（Anseau de Joinville）（1265年 - 1343年）、授与年：1339年
- シャルル1世・ド・モンモランシー（Charles Ier de Montmorency）（1307年 - 1381年）、モンモランシー卿。授与年：1344年
- ロベール・ド・ヴァヴラン（Robert de Waurin）（1360年没）、サン＝ヴナン領主。授与年：1344年
- ギー2世・ド・ネール（Guy II de Nesle）（1352年没）、オッフモン（Offémont）、メロ（Mello）領主。授与年：1345年
- エドゥアール・ド・ボージュー（Edouard de Beaujeu）（1316年 - 1351年）、シャトーヌフ領主。授与年：1347年

### ジャン2世（1350年 - 1364年）
- アルヌール・ドードレム（Arnoul d'Audrehem）（1370年没）、オードレム卿。授与年：1351年
- ロギュ・ド・アンジュスト（Rogues de Hangest）（1352年没）、アヴェーヌクール（Avesnecourt）領主。授与年：1352年
- ジャン・ド・クレルモン（Jean de Clermont）（1356年没）、シャンティイおよびボーモン領主。授与年：1352年
- ジャン1世・ル・マングル（Jean Ier Le Meingre）（1310年 - 1367年）、通称「ブシコー（Boucicaut）」、愛称「Le Brave」。授与年：1356年

### シャルル5世（1364年 - 1380年）
- ジャン4世・ド・モケンシー（Jean IV de Mauquenchy）（1391年没）、ブランヴィル卿。授与年：1368年
- ルイ・ド・サンセール（Louis de Sancerre）（1342年 - 1402年）、サンセール伯（comte de Sancerre）。授与年：1369年

### シャルル6世（1380年 - 1422年）
- ジャン2世・ル・マングル（Jean II Le Meingre）（1366年 - 1421年）、通称「ブシコー（Boucicaut）」、授与年：1391年
- ジャン2世・ド・リュー（Jean II de Rieux）（1342年 - 1417年）、ロシュフォールおよびリュー領主。授与年：1397年
- ピエール・ド・リュー（Pierre de Rieux）（1389年 - 1439年）、ロシュフォールおよびリュー領主。授与年：1417年
- クロード・ド・ボーヴォワール（Claude de Beauvoir）（1385年 - 1453年）、シャステリュー（Chastellux）領主、アヴァロン子爵。授与年：1418年
- ジャン・ド・ヴィリエ・ド・リスル＝アダン（Jean de Villiers de L'Isle-Adam）（1384年 - 1437年）、授与年：1418年
- ジャック・ド・モンブロン（Jacques de Montberon）（1422年没）、アングーモワ領主。授与年：1418年
- ジルベール・モティエ・ド・ラファイエット（Gilbert Motier de La Fayette）（1396年 - 1464年）、授与年：1421年
- アントワーヌ・ド・ヴェルジー（Antoine de Vergy）（1439年没）、授与年：1422年
- ジャン・ド・ラ・ボーム（Jean de La Baume）（1435年没）、モンレヴェル＝アン＝ブレス伯。授与年：1422年

### シャルル7世（1422年 - 1461年）
- アモーリー・ド・セヴラック（Amaury de Severac）（1427年没）、ボーケールおよびショード＝ゼーグ領主。授与年：1424年
- ジャン・ド・ブロス（Jean de Brosse）（1375年 - 1433年）、ブサック（Boussac）およびサント＝セヴェール（Sainte-Severe）男爵。トゥレーヌ伯、モンフォール伯、イヴリー伯。授与年：1427年
- ジル・ド・レ（ジル・ド・モンモランシー＝ラヴァル）（1405年 - 1440年10月26日）、マシュクール、シャントセおよびティフォージュ領主。授与年：1429年7月17日
- アンドレ・ド・ラヴァル（1408年 - 1486年）、ロエアック（Loheac）およびレッツ（Retz）領主。授与年：1439年
- フィリップ・ド・キュラン（Philippe de Culant）（1454年没）、ジャローニュ（Jaloignes）、ラ・クロワゼット（la Croisette）、サンタルマン（Saint-Armand）およびシャレ（Chalais）領主。授与年：1441年
- ジャン・ポトン・ド・ザントライユ（1390年 - 1461年）、リムーザン領主。授与年：1454年

### ルイ11世（1461年 - 1483年）
- ジョアシャン・ルオー・ド・ガマシュ（Joachim Rouhault de Gamaches）（1478年没）、ボワメナール（Boismenard）領主。授与年：1441年8月3日
- ジャン・ド・レスキュン（Jean de Lescun）（1473年没）、通称「Batard d'Armagnac」、コマンジュ伯。授与年：1461年8月3日
- ヴォルフェルト6世・ファン・ボルセレン（Wolfert VI van Borselen (Borzelles)）（1487年没）、フェーレ領主、オランダ総督、スコットランドのバカン伯。授与年：1464年3月1日
- ピエール・ド・ロアン＝ジエ（Pierre de Rohan-Gie）（1450年 - 1514年）、ロアン領主。授与年：1476年5月16日

### シャルル8世（1483年 - 1498年）
- フィリップ・ド・クレーブクール・デスケールド（Philippe de Crèvecœur d'Esquerdes）（1418年 - 1494年）、授与年：1483年9月2日[4]
- ジャン・ド・ボドゥリクール（Jean de Baudricourt）（1499年没）、ショワズール領主、ショーモンのバイイ。授与年：1486年1月21日

## ヴァロワ＝オルレアン朝

### ルイ12世（1498年 - 1515年）
- ジャン・ジャコモ・トリヴルツィオ（Gian Giacomo Trivulzio）（1448年 - 1518年）、ヴィジェーヴァノ侯。授与年：1499年
- シャルル2世・ダンボワーズ・ド・ショーモン（Charles II d'Amboise de Chaumont）（1473年 - 1511年）、ショーモン、メイヤン（Meillan）およびシャラントン（Charenton）領主。授与年：1506年
- オデ・ド・フォア・ド・ロートレック（Odet de Foix de Lautrec）（1485年 - 1528年）、グライー家、ロートレック子爵。授与年：1511年
- ロバート・ステュワート（Robert Stuart d'Aubigny）（1470年 - 1544年）、オービニー領主。授与年：1514年

## ヴァロワ＝アングレーム朝

### フランソワ1世（1515年 - 1547年）
- ジャック2世・ド・シャバンヌ（Jacques II de Chabannes）（1525年没）、ラ・パリス（La Palice）領主。授与年：1515年
- ガスパール1世・ド・コリニー（Gaspard Ier de Coligny）（没年：1522年）、シャティヨン領主。授与年：1516年
- トマ・ド・フォワ＝レスキュン（Thomas de Foix-Lescun）（没年：1525年）、グライー家、授与年：1518年
- アンヌ・ド・モンモランシー（1492年 - 1567年）、モンモランシー公、ダンヴィル公。授与年：1522年。後にconnetable de France、授与年：1538年
- テオドーロ・トリヴルツィオ（Teodoro Trivulzio）（1458年 - 1531年）、授与年：1526年
- ロベール3世・ド・ラ・マルク（1491年 - 1536年）、ブイヨン公。授与年：1526年
- クロード・ダンネボー（Claude d'Annebaut）（1500年 - 1552年）、授与年：1538年
- ルネ・ド・モンジャン（Rene de Montjean）、授与年：1538年
- ウダール・デュ・ビエ（Oudard du Biez）（1553年没）、授与年：1542年
- アントワーヌ・ド・レット＝デプレ（Antoine de Lettes-Desprez）、モンペザ（Montpezat）領主。授与年：1544年
- ジャン・カラッチョリ（Jean Caraccioli）（1480年 - 1550年）、メルフィ公（prince de Melfi）。授与年：1544年

### アンリ2世（1547年 - 1559年）
- ジャック・ダルボン・ド・サンタンドレ（Jacques d'Albon de Saint-Andre）（1562年没）、フロンサック侯
- ロベール4世・ド・ラ・マルク（1520年 - 1556年）、ブイヨン公およびスダン公。授与年：1547年
- シャルル1世・ド・コッセ（Charles Ier de Cossé）（1505年 - 1563年）、ブリサック（Brissac）伯。授与年：1550年
- ピエロ・ストロッツィ（Piero Strozzi）（1500年 - 1558年）、授与年：1554年
- ポール・ド・ラ・バルト（Paul de La Barthe）（1482年 - 1558年）、テルム（Thermes）領主。授与年：1558年

### フランソワ2世（1559年 - 1560年）
- フランソワ・ド・モンモランシー（Francois de Montmorency）（1520年 - 1563年）、モンモランシー公。授与年：1559年

### シャルル9世（1560年 - 1574年）
- フランソワ・ド・セポー（François de Scépeaux）（1509年 - 1571年）、ヴィエイユヴィル（Vieilleville）領主。授与年：1562年
- アンベール・ド・ラ・プラティエール（Imbert de La Platière）（1524年 - 1567年）、ブルディヨン（Bourdillon）領主。授与年：1564年
- アンリ1世・ド・モンモランシー（1534年 - 1614年）、ダンヴィル領主、モンモランシー公、ダンマルティンおよびアレー（Alais）伯、シャトーブリアン男爵、シャンティイ（Chantilly）およびエクアン（Ecouen）領主。授与年：1566年
- アルテュス・ド・コッセ＝ブリサック（Artus de Cossé-Brissac）（1582年没）、ゴノール（Gonnord）領主およびスゴンディニー（Secondigny）伯。授与年：1567年
- ガスパール・ド・ソ（Gaspard de Saulx）（1509年 - 1575年）、タヴァンヌ（Tavannes）領主。授与年：1570年
- オノラ2世・ド・サヴォワ（Honorat II de Savoye（1580年没）、ヴィラール侯。授与年：1571年
- アルベール・ド・ゴンディ（Albert de Gondi）（1522年 - 1602年）、レッツ（Retz）公。授与年：1573年

### アンリ3世（1574年 - 1589年）
- ロジェ・ド・サン＝ラリ（Roger Ier de Saint Lary）（1579年没）、ベルガルド（Bellegarde）領主。授与年：1574年
- ブレーズ・ド・モンリュック（Blaise de Lasseran de Massencome）（1500年 - 1577年）、モンリュック（Montluc）領主。授与年：1574年
- ルイ・プレヴォー（Louis Prevost）（1496年 - 1576年）、サンサック（Sansac）男爵。
- アルマン・ド・ゴントー＝ビロン（Armand de Gontaut-Biron）（1524年 - 1592年）、授与年：1577年
- ジャック2世・ド・ゴワイヨン（Jacques II de Goyon）（1525年 - 1598年）、マティニョン（Matignon）およびレスパール（Lesparre）卿、トリニ（Thorigny）伯、モルターニュ＝シュル＝ジロンド公（prince de Mortagne sur Gironde）。授与年：1579年
- ジャン6世・ドーモン（Jean VI d'Aumont）（1580年没）、エトラボンヌ（Estrabonne）男爵、シャトールー伯。授与年：1579年
- ギヨーム・ド・ジョワイユーズ（Guillaume de Joyeuse）（1520年 - 1592年）、ジョワイユーズ子爵。サン＝ディディエ（Saint-Didier）、ロダン（Laudun）、ピュイヴェール（Puyvert）およびアルク（Arques）領主。授与年：1582年
- フランソワ・グッフィエ（François Gouffier）（1594年没）、通称「le jeune」、デファン（Deffends）侯。クレーヴカール（Crèvecœur）、ボニヴェ（Bonnivet）、トワ（Thois）領主。授与年：1586年

## ブルボン朝

### アンリ4世（1589年 - 1610年）
- アンリ・ド・ラ・トゥール・ドーヴェルニュ（1555年 - 1623年）、テュレンヌ子爵、ブイヨン公、スダン公。授与年：1592年
- シャルル・ド・ゴントー＝ビロン（1562年 - 1602年）、ビロン公。授与年：1594年。フランス大元帥授与年は不明。
- クロード・ド・ラ・シャトル（Claude de La Chatre）（1536年 - 1614年）、メゾンフォール（Maisonfort）男爵。授与年：1594年
- シャルル2世・ド・コッセ（Charles II de Cossé）（1562年 - 1621年）、ブリサック公。アンリ4世からフランス元帥杖を与えられた。
- ジャン・ド・モンルック・ド・バラニー（Jean de Montluc de Balagny）（1560年 - 1603年）、授与年：1594年
- ジャン3世・ド・ボーマノワール（Jean III de Beaumanoir）（1551年 - 1614年）、ラヴァルダン（Lavardin）侯およびネーグルペリス（Negrepelisse）伯。授与年：1595年
- アンリ・ド・ジョワイユーズ（Henri, duc de Joyeuse）（1567年 - 1608年）、ジョワイユーズ公。授与年：1595年
- ユルバン・ド・モンモランシー＝ラヴァル（Urbain de Montmorency-Laval）（1557年 - 1629年）、サーブル（Sable）侯。授与年：1595年
- アルフォンス・ドルナーノ（Alphonse d'Ornano）（1548年 - 1610年）、授与年：1597年
- Guillaume de Hautemer（1537年 - 1613年）、グランセ（Grancey）伯。授与年：1597年
- フランソワ・ド・ボンヌ・ド・レディギエール（Francois de Bonne de Lesdiguieres）（1543年 - 1626年）、レディギエール公。授与年：1608年。フランス大元帥授与年：1621年3月30日。

### ルイ13世（1610年 - 1643年）
- コンチーノ・コンチーニ（1617年没）、アンクル侯爵。授与年：1613年
- ジル・クルトンヴォー（Gilles de Courtenvaux）（1540年 - 1626年）、サブレ（Souvré）侯。授与年：1614年
- アントワーヌ・ド・ロケロール（Antoine de Roquelaure）（1544年 - 1622年）、ロケロール（Roquelaure）男爵。授与年：1614年
- ルイ・ド・ラ・シャトル（Louis de La Châtre）（1630年没）、ラ・メゾンフォール（La Maisonfort）男爵
- ポンス・ド・ロジエール＝テミーヌ＝カルダイヤック（Pons de Lauzières-Thémines-Cardaillac）（1553年 - 1627年）、テミーヌ侯、最後のケルシーのグルドン領主、カナダ副王。授与年：1616年
- フランソワ・ド・ラ・グランジュ・ダルキアン（François de La Grange d'Arquian）（1554年 - 1617年）、モンティニー（Montigny）およびベリーのスリー（Sery en berry）領主。授与年：1616年
- ニコラ・ド・ロピタル（Nicolas de L'Hospital）（1581年 - 1644年）、ヴィトリー公。授与年：1617年
- シャルル・ド・ショワズール＝プララン（Charles de Choiseul-Praslin）（1563年 - 1626年）、プララン（Praslin）侯。授与年：1619年
- ジャン・フランソワ・ド・ラ・ギーシュ（Jean François de La Guiche）（1569年 - 1632年）、ラ・パリス（La Palice）伯。授与年：1619年
- オノレ・ダルベール・デリー（Honoré d'Albert d'Ailly）（1581年 - 1649年）、ショルンヌ（Chaulnes）公。授与年：1620年
- フランソワ・デスパルブ・ド・リュッサン（François d'Esparbes de Lussan）（1628年没）、オーブテール（Aubeterre）子爵。授与年：1620年
- シャルル2世・ド・ケルキー（Charles de Crequy）（1578年 - 1638年）、ポワ公（prince de Poix）、レディギエール公。授与年：1621年
- ガスパール3世・ド・コリニー（Gaspard III de Coligny）（1584年 - 1646年）、シャティヨン公。授与年：1622年
- シャルル・ド・ゴワイヨン・ド・マティニョン（Charles Goyon, sire de Matignon）（1564年 - 1648年）、トリニー（Thorigny）伯。授与年：1622年
- ジャック・ド・コーモン（Jacques de Caumont）（1551年 - 1652年）、ラ・フォルス（La Force）公。授与年：1622年
- フランソワ・ド・バッソンピエール（François de Bassompierre）（1579年 - 1646年）、バッソンピエール侯。授与年：1622年
- アンリ・ド・ションベール（Henri de Schomberg）（1574年 - 1632年）、ナントゥイユ伯。授与年：1625年
- ジャン＝バティスト・ドルナーノ（Jean-Baptiste d'Ornano）（1581年 - 1626年）、授与年：1626年
- フランソワ・アンニバル・デストレ（Francois Hannibal d'Estrees）（1573年 - 1670年）、エストレ公。授与年：1626年
- ティモレオン・デピネー・ド・サン＝リュック（fr:Timoléon d'Epinay de Saint Luc）（1580年 - 1644年）、授与年：1627年
- ルイ・ド・マリヤック（Louis de Marillac）（1572年 - 1632年）、ボーモン＝ル＝ロジェ伯。授与年：1629年
- アンリ2世・ド・モンモランシー（1595年 - 1632年）、モンモランシー公、ダンヴィル公、フランス提督。授与年：1630年
- ジャン・ド・サン＝ボネ（Jean de Saint-Bonnet）（1585年 - 1636年）、トワ（Toiras）侯。授与年：1630年
- アントワーヌ・コワフィエ・ド・リュゼ（Antoine Coëffier de Ruzé）（1581年 - 1632年）、エフィア（Effiat）侯。授与年：1631年
- ユルバン・ド・マイエ＝ブレゼ（Urbain de Maillé）（1597年 - 1650年）、ブレゼ侯。授与年：1632年
- マクシミリアン・ド・ベテューヌ（Maximilien de Béthune）（1560年 - 1641年）、シュリー公。授与年：1634年
- シャルル・ド・ションベール（Charles de Schomberg）（1601年 - 1656年）、アルワン（Halluin）公。授与年：1637年
- シャルル・ド・ラ・ポルト（Charles de La Porte）（1602年 - 1664年）、メイユレイユ（Meilleraye）侯。授与年：1639年
- アントワーヌ3世・ド・グラモン（1604年 - 1678年）、グラモン公。授与年：1641年
- ジャン＝バティスト・ビュード（Jean-Baptiste Budes）（1602年 - 1643年）、ゲブリアン（Guebriant）伯。授与年：1642年
- フィリップ・ド・ラ・モット＝ウダンクール（Philippe de La Mothe-Houdancourt）（1605年 - 1657年）、カルドーヌ（Cardone）公。授与年：1642年
- フランソワ・ド・ロピタル（François de l'Hospital）（1583年 - 1660年）、ロネ（Rosnay）伯。授与年：1643年

### ルイ14世（1643年 - 1715年）
- アンリ・ド・ラ・トゥール・ドーヴェルニュ（1611年 - 1675年）、テュレンヌ子爵。授与年：1643年。フランス大元帥授与年：1660年
- ジャン・ド・ガッシオン（Jean de Gassion）（1609年 - 1647年）、ガッシオン（Gassion）伯。授与年：1643年
- セザール・ド・ショワズール・デュ・プレシ＝プララン（Cesar de Choiseul du Plessis-Praslin）（1598年 - 1675年）、シュワズール公。授与年：1645年
- ヨシアス・ランツァウ（Josias Rantzau）（1609年 - 1650年）、ランツァウ伯。授与年：1645年
- ニコラ・ド・ヌフヴィル（Nicolas de Neufville）（1597年 - 1685年）、ヴィルロワ公。授与年：1646年
- ガスパール4世・ド・コリニー（Gaspard IV de Coligny）（1620年 - 1649年）、コリニー公。授与年：1649年
- アントワーヌ・ドーモン・ド・ロシュバロン（Antoine d'Aumont de Rochebaron）（1601年 - 1669年）、オーモン公。授与年：1651年
- ジャック・デタンプ（Jacques d'Étampes）（1590年 - 1663年）、ラ・フェルテ＝アンボー侯。授与年：1651年
- アンリ・ド・ラ・フェルテ＝センテール（Henri de La Ferte-Senneterre）（1600年 - 1681年）、ラ・フェルテ＝センテール公。授与年：1651年
- シャルル・ド・モンシー（Charles de Monchy）（1599年 - 1658年）、オカンクール（Hocquincourt）侯。授与年：1651年
- ジャック・ルエル（Jacques Rouxel）（1603年 - 1680年）、グランセ伯。授与年：1651年
- アルマン・ノンパール・ド・コーモン（Armand Nompar de Caumont）（1582年 - 1672年）、ラ・フォルス公。授与年：1652年
- フィリップ・ド・クレランボー（Philippe de Clérambault）（1606年 - 1665年）、ラ・パリョー（la Palluau）伯。授与年：1652年
- セザール・フェビュス・ダルブレ（Cesar Phoebus d'Albret）（1614年 - 1676年）、ミオサン伯。授与年：1653年
- ルイ・ド・フーコー・ド・サン＝ジェルマン・ボープレ（Louis de Foucault de Saint-Germain Beaupre）（1616年 - 1659年）、Daugnon伯。授与年：1653年
- ジャン・ド・シューレンベルグ（Jean de Schulemberg）（1597年 - 1671年）、モンジュ（Montejeu）伯。授与年：1658年
- アブラアム・ド・ファベール（Abraham de Fabert）（1599年 - 1662年）、エステルネ侯。授与年：1658年
- ジャック・ド・カステルノ（Jacques de Castelnau）（1620年 - 1658年）、カステルノ侯。授与年：1658年
- ベルナルダン・ジゴー ・ド・ベルフォン（Bernardin Gigault de Bellefonds）（1630年 - 1694年）、ベルフォン（Bellefonds）侯。授与年：1668年
- フランソワ・ド・クレキ（1620年 - 1687年）、マリン（Marines）侯。授与年：1668年
- ルイ・ド・クルヴァン（1628年 - 1694年）、ユミエール公。授与年：1668年
- ジョフロワ・デストラード（Godefroy d'Estrades）（1607年 - 1686年）、エストラード伯。授与年：1675年
- フィリップ・ド・モントー＝ベナック（Philippe de Montaut-Bénac）（1619年 - 1684年）、ナヴァイユ公。授与年：1675年
- フレデリック・ションバーグ（1616年 - 1690年）、ションバーグ公。授与年：1675年
- ジャック・アンリ・ド・デュルフォール（Jacques Henri de Durfort）（1625年 - 1704年）、デュラス公。授与年：1675年
- フランソワ・ドービュッソン（François d'Aubusson）（1625年 - 1691年）、ラ・フイヤード（la Feuillade）公。授与年：1675年
- ルイ・ヴィクトル・ド・ロシュシュアール（Louis Victor de Rochechouart）（1636年 - 1688年）、モルトマール公、le Marechal de Vivonne。授与年：1675年
- フランソワ・アンリ・ド・モンモランシー（1628年 - 1695年）、リュクサンブール公。授与年：1675年
- アンリ・ルイ・ダロワーニ（Henri Louis d'Aloigny）（1636年 - 1676年）、ロシュフォール侯。授与年：1675年
- ギー・ド・デュルフォール（Guy de Durfort）（1630年 - 1702年）、ロルジュ公。授与年：1676年
- ジャン2世・デストレ（Jean II d'Estrées）（1624年 - 1707年）、エストレ伯。授与年：1681年
- クロード・ド・ショワズール（Claude de Choiseul）（1632年 - 1711年）、フランシエール侯。授与年：1693年
- ジャン＝アルマン・ド・ジョワイユーズ（Jean-Armand de Joyeuse）（1632年 - 1710年）、グランプレ侯。授与年：1693年
- フランソワ・ド・ヌフヴィル（1644年 - 1730年）、ヴィルロワ公。授与年：1693年
- ルイ・フランソワ・ド・ブーフレール（1644年 - 1711年）、ブーフレール公。授与年：1693年
- アンヌ・イラリオン・ド・コタンタン（1642年 - 1701年）、トゥールヴィル伯。授与年：1693年
- アンヌ＝ジュール・ド・ノアイユ（1650年 - 1708年）、ノアイユ公。授与年：1693年
- ニコラ・カティナ（1637年 - 1712年）、サン＝グラティアン領主、le marechal Catinat。授与年：1693年
- クロード・ルイ・エクトル・ド・ヴィラール（1653年 - 1734年）、ヴィラール公。授与年：1702年。フランス大元帥授与年：1733年
- ノエル・ブトン・ド・シャミリー（Noël Bouton de Chamilly）（1636年 - 1715年）、シャミリー侯。授与年：1703年
- ヴィクトル・マリー・デストレ（Victor Marie d'Estrées）（1660年 - 1737年）、エストレ公。授与年：1703年
- フランソワ・ルイ・ルスレ・ド・シャトー＝ルノー（François Louis Rousselet de Châteaurenault）（1637年 - 1716年）、シャトー＝ルノー侯。授与年：1703年
- セバスティアン・ル・プレストル・ド・ヴォーバン（1633年 - 1707年）、ヴォーバン侯。授与年：1703年
- コンラー・ド・ローゼン（Conrad de Rosen）（1628年 - 1715年）、ローゼン（Rosen）侯。授与年：1703年
- ニコラ・シャロン・デュ・ブレ（Nicolas Chalon du Ble）（1652年 - 1730年）、ユクセル（Huxelles）侯。授与年：1703年
- ルネ・ド・フルーレ（1651年 - 1725年）、テッセ伯。授与年：1703年
- カミーユ・ドスタン（1652年 - 1728年）、タラール公。授与年：1703年
- ニコラ・アウグスト・ド・ラ・ボーム（Nicolas Auguste de La Baume）（1636年 - 1716年）、モンレヴェル侯。授与年：1703年
- アンリ・ダルクール（Henry d'Harcourt）（1654年 - 1718年）、アルクール公。授与年：1703年
- フェルディナン・ド・マルサン（1656年 - 1706年）、マルサン伯。授与年：1703年
- ジェームズ・フィッツジェームズ（1670年 - 1734年）、ベリック公。授与年：1706年
- シャルル・アウグスト・ド・ゴワイヨン（Charles Auguste de Goyon）（1647年 - 1739年）、マティニョン伯。授与年：1708年
- ジャック・バザン・ド・ブゾン（Jacques Bazin de Bezons）（1645年 - 1733年）、ブゾン侯。授与年：1709年
- ピエール・ド・モンテスキュー（Pierre de Montesquiou）（1645年 - 1725年）、アルタニャン伯[5]。授与年：1709年

### ルイ15世（1715年 - 1774年）
- ヴィクトル・モーリス, ブロイ伯（1646年 - 1727年）, 授与年：1724年
- アントワーヌ・ガストン, ロクロール公（Antoine Gaston, duc de Roquelaure）（1656年 - 1738年）, 授与年：1724年
- ジャック・ルエル, グランセ伯およびメダヴィー伯（Jacques Rouxel, comte de Grancey et de Medavy）（1655年 - 1725年）, 授与年：1724年
- レオノール・デュ・メーヌ, ル・ブール伯（Leonor du Maine, comte du Bourg）（1655年 - 1739年）, 授与年：1724年
- イヴ, アレーグル侯（Yves, marquis d'Alegre）（1653年 - 1733年）, 授与年：1724年
- ルイ・ドービュッソン, ラ・フイヤード公（Louis d'Aubusson, duc de la Feuillade）（1673年 - 1725年）, 授与年：1724年
- アントワーヌ5世, ギシュ公, グラモン公（Antoine V, duc de Guiche, duc de Gramont）（1671年 - 1725年）, 授与年：1724年
- アラン・エマニュエル, コエトロゴン侯（Alain Emmanuel, marquis de Coetlogon）（1646年 - 1730年）, 授与年：1730年
- シャルル・アルマン・ド・ゴントー, 2代ビロン公（Charles de Gontaut, duc de Biron）（1663年 - 1756年）, 授与年：1734年
- ジャック・ド・ピュイセギュール（1656年 - 1743年）, 授与年：1734年
- クロード・ビダル, アスフェル侯（Claude Bidal, marquis d'Asfeld）（1665年 - 1743年）, 授与年：1734年
- アドリアン＝モーリス, 3代ノアイユ公（Adrien, duc de Noailles）（1678年 - 1766年）, 授与年：1734年
- クリスチャン・ルイ・ド・モンモランシー＝リュクサンブール, タングリー公（Christian Louis de Montmorency-Luxembourg, prince de Tingry）（1675年 - 1746年）, 授与年：1734年
- 初代ブロイ公フランソワ＝マリー（1671年 - 1745年）, 授与年：1734年
- フランソワ・ド・フランケット, コワニー公（Francois de Franquetot, duc de Coigny）（1670年 - 1759年）, 授与年：1734年
- シャルル, レヴィ＝シャルリュ公（Charles, duc de Levis-Charlus）（1669年 - 1734年）, 授与年：1734年
- ルイ・ド・ブランカ・ド・フォルカルキエ, セレスト侯（Louis de Brancas de Forcalquier, marquis de Cereste）（1671年 - 1750年）, 授与年：1740年
- ルイ・アウグスト・ダルベール・デリー, ショルンヌ公（Louis Auguste d’Albert d’Ailly, duc de Chaulnes）（1675年 - 1744年）, 授与年：1741年
- ルイ＝アルマン・ド・ブリシャントー, ナンジ侯（Louis-Armand de Brichanteau, marquis de Nangis）（1682年 - 1742年）, 授与年：1741年
- ルイ・ド・ガン・ド・メロード・ド・モンモランシー, イサンギャン公（Louis de Gand de Merode de Montmorency, prince d’Isenghien）（1678年 - 1767年）, 授与年：1741年
- ジャン＝バティスト・ド・デュルフォール, デュラス公（Jean-Baptiste de Durfort, duc de Duras）（1684年 - 1778年）, 授与年：1741年
- ジャン＝バティスト・デマレ, メールボワ侯（Jean-Baptiste Desmarets, marquis de Maillebois）（1682年 - 1762年）, 授与年：1741年
- シャルル・ルイ・オーギュスト・フーケ・ド・ベル＝イル, 通称ベル＝イル元帥（1684年 - 1762年）。授与年：1741年
- モーリス・ド・サックス, 通称サックス元帥（1696年 - 1750年）。授与年：1741年。フランス大元帥授与年：1747年
- ジャン＝バティスト・アンドロー, モレヴリエ侯（Jean-Baptiste Andrault, marquis de Maulevrier）（1677年 - 1754年）, 授与年：1745年
- クロード・テステュ, バランクール侯（Claude Testu, marquis de Balincourt）（1680年 - 1770年）, 授与年：1746年
- フィリップ・シャルル, ラ・ファール侯（Philippe Charles, marquis de la Fare）（1687年 - 1752年）, 授与年：1746年
- フランソワ, アルクール公（Francois, duc d'Harcourt）（1689年 - 1750年）, 授与年：1746年
- ギー, モンモランシー＝ラヴァル伯（Guy, comte de Montmorency-Laval）（1677年 - 1751年）, 授与年：1747年
- ガスパール, クレルモン＝トネール公（Gaspard de Clermont-Tonnerre, duc de Clermont-Tonnerre）（1688年 - 1781年）, 授与年：1747年
- ルイ・シャルル, ラ・モット＝ウダンクール侯（Louis Charles, marquis de La Mothe-Houdancourt）（1687年 - 1755年）, 授与年：1747年
- ユルリク・フレデリック・ウォルデマール, ロワンダル伯（Ulrich Frederic Woldemar, comte de Lowendal）（1700年 - 1755年）, 授与年：1747年
- ルイ・フランソワ・アルマン・ド・ヴィニュロー・デュ・プレシ, リシュリュー公（1696年 - 1788年）。授与年：1748年
- ジャン・ド・フェイ, ラ・トゥール＝モーブール侯（Jean de Fay, marquis de la Tour-Maubourg）（1684年 - 1764年）, 授与年：1757年
- ルイ・アントワーヌ・ド・ゴントー＝ビロン（Louis Antoine de Gontaut-Biron）（1701年 - 1788年）, 授与年：1757年
- ダニエル・フランソワ・ド・ジェラ・ド・ボアザン・ダンブル, ロートレック子爵（Daniel Francois de Gelas de Voisins d’Ambres, vicomte de Lautrec）（1686年 - 1762年）, 授与年：1757年
- シャルル2世・フランソワ・フレデリック・ド・モンモランシー, ピネー＝リュクサンブール公（Charles Francois Frederic de Montmorency, duc de Piney-Luxembourg）（1702年 - 1764年）, 授与年：1757年
- ルイ・ル・テリエ, エストレ公（1695年 - 1771年）, 授与年：1757年
- ジャン・シャルル・ド・ラ・フェルテ, ラ・フェルテ＝センテール侯（Jean Charles de la Ferte, marquis de La Ferte-Senneterre）（1685年 - 1770年）, 授与年：1757年
- チャールズ・オブライエン, トモンド伯およびクレア子爵（Charles O'Brien de Thomond, Comte de Thomond et de Clare）（1699年 - 1761年）, 授与年：1757年
- ガストン・ド・レヴィ, ミルポワ公（Gaston de Levis, duc de Mirepoix）（1699年 - 1758年）, 授与年：1757年
- ベルチェーニ・ラースロー（Ladislas Ignace de Bercheny）（1689年 - 1778年）, 授与年：1758年
- ユベール・ド・ブリエンヌ, コンフラン伯（Hubert de Brienne, comte de Conflans）（1690年 - 1777年）, 授与年：1758年
- ルイ・ジョルジュ, コンタッド侯（Louis Georges, marquis de Contades）（1704年 - 1795年）, 授与年：1758年
- スービーズ公シャルル・ド・ロアン（1715年 - 1787年）, 授与年：1758年
- ヴィクトール＝フランソワ, 2代ブロイ公（1718年 - 1804年）, 授与年：1759年
- ギー・ミシェル・ド・デュルフォール・ド・ロルジュ, ランダン公（Guy Michel de Durfort de Lorge, duc de Randan）（1704年 - 1773年）, 授与年：1768年
- ルイ・ド・コンフラン, アルマンティエール侯（Louis de Conflans, marquis d'Armentieres）（1711年 - 1774年）, 授与年：1768年
- ジャン・ド・コッセ, ブリサック公（Jean de Cosse, duc de Brissac）（1698年 - 1780年）, 授与年：1768年

### ルイ16世（1774年 - 1792年）
- アンヌ・ピエール, アルクール公（Anne Pierre, duc de Harcourt）（1701年 - 1783年）, 授与年：1775年
- 第4代ノアイユ公ルイ・ド・ノアイユ（1713年 - 1793年）, 授与年：1775年
- ムシー公フィリップ・ド・ノアイユ（第4代ノアイユ公ルイ・ド・ノアイユの弟、1715年 - 1794年）, 授与年：1775年
- アントワーヌ, ニコライ公（Antoine, comte de Nicolai）（1712年 - 1777年）, 授与年：1775年
- シャルル, 4代フィツ＝ジャメ公, ジェームズ・フィッツジェームズの子（Charles, duc de Fitz-James）（1712年 - 1787年）, 授与年：1775年
- エマニュエル・ド・デュルフォール, デュラス公（Emmanuel de Durfort, duc de Duras）（1715年 - 1789年）, 授与年：1775年
- デュ・ムイ伯ルイ・ニコラ・ヴィクトル・フェリックス・ド・オリエール（1711年 - 1775年）, 授与年：1775年
- サン＝ジェルマン伯爵クロード＝ルイ（1707年 - 1778年）, 授与年：1775年
- ギー・ド・モンモランシー, ラヴァル公（Guy de Montmorency, duc de Laval）（1723年 - 1798年）, 授与年：1783年
- オーギュスタン, マイイ伯（Augustin, comte de Mailly）（1708年 - 1794年）, 授与年：1783年
- アンリ・ブシャール・デスパルブ・ド・リュッサン, オーブテール侯（Henri Bouchard d'Esparbes de Lussan, marquis d'Aubeterre）（1714年 - 1788年）, 授与年：1783年
- シャルル・ジュスト・ド・ボーヴォー＝クラン, ボーヴォー公（Charles Juste de Beauvau-Craon, prince de Beauvau）（1720年 - 1793年）, 授与年：1783年
- ノエル・ジュルダ, ヴォー伯（Noel Jourda de Vaux, comte de Vaux）（1705年 - 1788年）, 授与年：1783年
- フィリップ・アンリ・ド・セギュール, セギュール侯（1724年 - 1801年）, 授与年：1783年
- ジャック・フィリップ・ド・ショワズール＝スタンヴィル, ショワズール伯（1727年 - 1789年）, 授与年：1783年
- シャルル・ウジェーヌ・ガブリエル・ド・ラ・クロワ・ド・カストリー（1727年 - 1800年）, 授与年：1783年
- エマニュエル, クロイ公（Emmanuel, duc de Croy）（1718年 - 1784年）, 授与年：1783年
- フランソワ＝ガストン・ド・レビ（1719年 - 1787年）, 授与年：1783年
- ニコラ・リュクネール（1722年 - 1794年）, 授与年：1791年
- ジャン＝バティスト・ド・ロシャンボー（1725年 - 1807年）, 授与年：1791年

## 第一帝政

### ナポレオン1世（1804年 - 1815年）

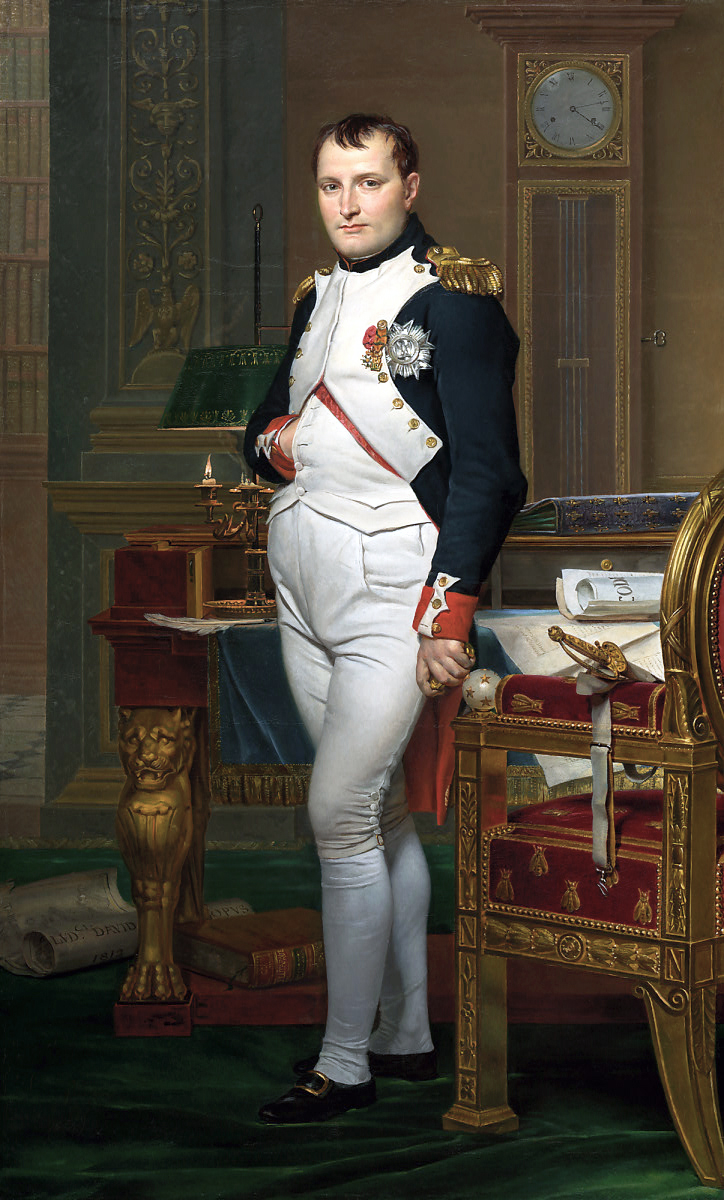

第一帝政の元帥杖

ナポレオン1世（フランス皇帝）は、26名を Maréchal d'Empire (帝国元帥)に列した。
26名の帝国元帥のうち、19名の名前が、パリを取り巻く Boulevards des Maréchaux (元帥大通り) の各道路に冠されている（除外されたのは、オージュロー、ベルナドット、ド・グルーシー、マルモン、ド・モンセー、ウディノ、ド・ペリニョンの7名）。
また、26名の帝国元帥のうち、3名が戦陣に斃れ（ベシェール、ランヌ、ポニャトフスキ）、4名が非業の死を遂げた（ベルティエは自殺、ブリューヌは暗殺、ミュラとネイは刑死）。
- ルイ＝アレクサンドル・ベルティエ（1753年 - 1815年） ヌーシャテル大公、ヴァグラム大公、ヴァランジャン公爵。授与年：1804年
- ジョアシャン・ミュラ（1767年 - 1815年） 皇族、ベルク大公、クレーフェ公。1808年よりナポリ国王ジョアッキーノ1世。授与年：1804年
- ボン・アドリアン・ジャノー・ド・モンセー（1754年 - 1842年）コネリアーノ公爵。授与年：1804年
- ジャン＝バティスト・ジュールダン（1762年 - 1833年）帝国伯爵。授与年：1804年
- アンドレ・マッセナ（1758年 - 1817年） エスリンク大侯爵、リヴォリ公爵。授与年：1804年
- ピエール・オージュロー（1757年 - 1816年）カスティリオーネ公爵。授与年：1804年
- ギヨーム＝マリ＝アンヌ・ブリューヌ（1763年 - 1815年）帝国伯爵。授与年：1804年
- ニコラ＝ジャン・ド・デュ・スールト（1769年 - 1851年）ダルマティア公爵。授与年：1804年。フランス大元帥授与年：1847年。
- ジャン＝バティスト・ジュール・ベルナドット（1763年 - 1844年）ポンテコルヴォ公爵、1818年よりスウェーデン王カール14世ヨハン。授与年：1804年
- ジャン・ランヌ（1769年 - 1809年）モンテベッロ公爵、シェヴィエシュ公爵。授与年：1804年
- エドゥアール・モルティエ（1768年 - 1835年）トレヴィーゾ公爵。授与年：1804年
- ミシェル・ネイ（1769年 - 1815年）エルヒンゲン公爵、モスクワ川大公。授与年：1804年
- ルイ＝ニコラ・ダヴー（1770年 - 1823年）アウエルシュタット公爵、エックミュール大公。授与年：1804年
- ジャン＝バティスト・ベシェール（1768年 - 1813年）イストリア公爵。授与年：1804年
- フランソワ・クリストフ・ケレルマン（1735年 - 1820年）ヴァルミー公爵。名誉元帥。授与年：1804年
- フランソワ・ジョゼフ・ルフェーヴル（1755年 - 1820年）ダンツィヒ公爵。名誉元帥。授与年：1804年
- カトリーヌ＝ドミニク・ド・ペリニョン（1754年 - 1818年）ペリニョン侯爵。名誉元帥。授与年：1804年
- ジャン＝マチュー・フィリベール・セリュリエ（1742年 - 1819年） 帝国伯爵。名誉元帥。授与年：1804年
- クロード・ヴィクトル＝ペラン（1764年 - 1841年）ベルノ公爵。授与年：1807年
- ジャック・マクドナル（1765年 - 1840年）ターラント公爵。授与年：1809年
- ニコラ・ウディノ（1767年 - 1847年）ルジオ公爵。授与年：1809年
- オーギュスト・マルモン（1774年 - 1852年）ラグーザ公爵。授与年：1809年
- ルイ＝ガブリエル・スーシェ（1770年 - 1826年）アルブフェーラ公爵。授与年：1811年
- ローラン・グーヴィオン＝サン＝シール（1764年 - 1830年）帝国伯爵。1817年より王国侯爵。授与年：1812年
- ジョゼフ・アントワーヌ・ポニャトウスキ（1763年 - 1813年）ポニャトフスキ大公。授与年：1813年
- エマニュエル・ド・グルーシー（1766年 - 1847年） グルーシー侯爵。授与年：1815年

## 復古ブルボン朝

### ルイ18世（1814年 - 1824年）
- ジョルジュ・カドゥーダル（Georges Cadoudal）（1771年 - 1804年）, 授与年：1814年（死後追号）
- ジャン・ヴィクトル・マリー・モロー（1763年 - 1813年）, 授与年：1814年（死後追号）[6]
- フランソワ＝アンリ・ド・フランケット, コワニー公（Francois-Henri de Franquetot, duc de Coigny）（1737年 - 1821年）, 授与年：1816年
- アンリ・ジャック・ギヨーム・クラーク, フェルトレ公（Henri Jacques Guillaume Clarke, duc de Feltre）（1765年 - 1818年）, 授与年：1816年
- ルイ・リエル, ブルノンヴィル侯（Pierre Riel, marquis de Beurnonville）（1752年 - 1821年）, 授与年：1816年
- シャルル・デュ＝ウ, ヴィオメニル侯（Charles du Houx, marquis de Vioménil）（1734年 - 1827年）, 授与年：1816年
- ジャック・ロー, ロリストン侯（Jacques Law, marquis de Lauriston）（1768年 - 1828年）, 授与年：1823年
- ガブリエルジャン・ジョゼフ・モリトール（Gabriel, comte Molitor）（1770年 - 1849年）, 授与年：1823年

### シャルル10世（1824年 - 1830年）
- ルイ・アロイ・ド・ホーエンローエ＝ヴァルデンブルク＝バルテンシュタイン（Louis Aloy de Hohenlohe-Waldenburg-Bartenstein）（1765年 - 1829年）, 授与年：1827年
- ニコラ・ジョゼフ・メゾン（Nicolas, marquis Maison）（1771年 - 1840年）, 授与年：1829年
- ルイ・アウグスト・ヴィクトル, ブルモン伯（Louis de Ghaisne, comte de Bourmont）（1773年 - 1846年）, 授与年：1830年

## オルレアン朝

### ルイ・フィリップ1世（1830年 - 1848年）
- モーリス＝エティエンヌ・ジェラール（Maurice-Etienne Gerard）（1773年 - 1852年）, 授与年：1830年
- ベルトラン・クローゼル（Bertrand, comte Clauzel）（1772年 - 1842年）, 授与年：1831年
- エマニュエル・ド・グルーシー（1766年 - 1847年）, 授与年（再）：1831年
- ジョルジュ・ムートン, ロバウ伯（Georges Mouton, comte de Lobau）（1770年 - 1838年）, 授与年：1831年
- シルヴァン・シャルル・ヴァレ（Sylvain Charles, comte Valee）（1773年 - 1846年）, 授与年：1837年
- オラース・セバスティアニ（Francois Horace Sebastiani）（1772年 - 1851年）, 授与年：1840年
- ジャン＝バティスト・ドルーエ、エルロン（デルロン）伯爵（1765年 - 1844年）, 授与年：1843年
- トマ・ロベール・ブジョー（1784年 - 1849年）, 授与年：1843年
- オノレ・シャルル・レイユ（Honore, comte Reille）（1775年 - 1860年）, 授与年：1847年
- ギヨーム・ドード, ラ・ブリュヌリー子爵（Guillaume Dode, vicomte de la Brunerie）（1775年 - 1851年）, 授与年：1847年

## 第二共和政

### ナポレオン3世（大統領）（1848年 - 1852年）
- ジェローム・ボナパルト（1784年 - 1860年）ヴェストファーレン国王　授与年：1850年
- レミ・ジョゼフ・イシドール, エグゼルマン伯（Rémy Joseph Isidore, comte Exelmans）（1775年 - 1852年）, 授与年：1851年
- ジャン＝イシドール・アリスプ（1768年 - 1855年）, 授与年：1851年
- ジャン＝バティスト・フィリベール, ヴァイヨン伯（Jean-Baptiste, comte Vaillant）（1790年 - 1872年）, 授与年：1851年
- アシル・アルマン・ジャック・ル・ロワ・ド・サンタルノー（Achille Armand Jacques Le Roy de Saint-Arnaud）（1798年 - 1854年）, 授与年：1852年
- ベルナール・ピエール・マニャン（Bernard Pierre Magnan）（1791年 - 1865年）, 授与年：1852年
- エスプリ・ヴィクトル・ボニファス, カステラーヌ侯（Esprit Victor Boniface, marquis de Castellane）（1788年 - 1862年）, 授与年：1852年12月2日[7]

## フランス第二帝政

### ナポレオン3世（皇帝）（1852年 - 1870年）
- アシル・バラゲ・ディリエ（Achille, comte Baraguey d’Hilliers）（1795年 - 1878年）, 授与年：1854年
- エマーブル・ペリシエ, マラコフ公（Aimable Pélissier）（1794年 - 1864）, 授与年：1855年
- ジャック・ルイ・セザール, ランドン伯（Jacques Louis Cesar, comte Randon）（1795年 - 1871年）, 授与年：1856年
- フランシス・セルタン・ドゥ・カンロベール（Francois Certain de Canrobert）（1809年 - 1895年）, 授与年：1856年
- ピエール・ジョゼフ・フワンソワ・ボスケ（Pierre Joseph François Bosquet）（1810年 - 1861年）, 授与年：1856年
- パトリス・ド・マクマオン（1808年 - 1893年）, 授与年：1859年
- オーギュスト・ミシェル・エティエンヌ, ルニョー・ド・サン＝ジャン＝ダンジェリ伯（Auguste Michel Etienne, comte Regnault de Saint-Jean-d’Angely）（1794年 - 1870年）, 授与年：1859年
- アドルフ・ニール（Adolphe Niel）（1802年 - 1869年）, 授与年：1859年
- フィリップ・アントワーヌ, オルナノ伯（Philippe Antoine, comte d’Ornano） （1784年 - 1863年）, 授与年：1861年
- エリ・フレデリック・フォレ（Élie Frédéric Forey）（1804年 - 1872年）, 授与年：1863年
- フランソワ・アシル・バゼーヌ（1811年 - 1888年）, 授与年：1864年
- エドモン・ルブーフ（Edmond Le Bœuf）（1809年 - 1888年）, 授与年：1870年

## 第三共和政

### レイモン・ポアンカレ（1913年 - 1920年）
- ジョゼフ・ジョフル（1852年 - 1931年）, 授与年：1916年
- フェルディナン・フォッシュ（1851年 - 1929年）, 授与年：1918年
- フィリップ・ペタン（1856年 - 1951年）, 授与年：1918年[8]

### アレクサンドル・ミルラン（1920年 - 1924年）
- ジョゼフ・ガリエニ（1849年 - 1916年）, 授与年：1921年（死後追号）
- ユベール・リヨテ（Hubert Lyautey）（1854年 - 1934年）, 授与年：1921年
- ルイ・フランシェ・デスパレ（Louis Franchet d'Esperey）（1856年 - 1942年）, 授与年：1921年, ユーゴスラヴィアのヴォイヴォダの称号も受けた。
- エミール・ファイヨル（Émile Fayolle）（1852年 - 1928年）, 授与年：1921年
- ミシェル・モヌーリ（Michel Maunoury）（1847年 - 1923年）, 授与年：1923年（死後追号）

## 第四共和政

### ヴァンサン・オリオール（1947年 - 1954年）
- ジャン・ド・ラトル・ド・タシニ（1889年 - 1952年）, 授与年：1952年（死後追号）[9]
- アルフォンス・ジュアン（Alphonse Juin）（1888年 - 1967年）, 授与年：1952年[10]
- フィリップ・ルクレール（1902年 - 1947年）, 授与年：1952年（死後追号）[11]

## 第五共和政

### フランソワ・ミッテラン（1981年 - 1995年）

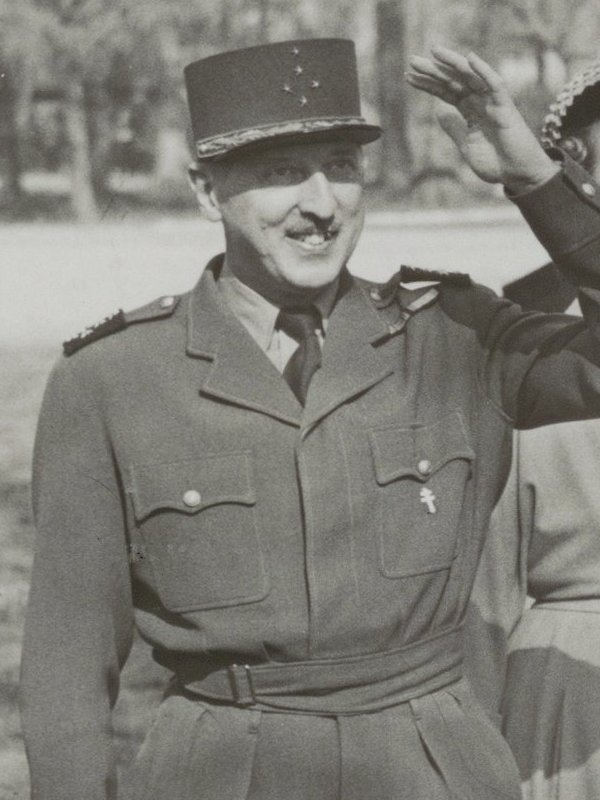

- マリー＝ピエール・ケーニグ（1898年 - 1970年）, 授与年：1984年（死後追号）[12]